# Tỏi
Tỏi (danh pháp hai phần: Allium sativum) là một loài thực vật thuộc họ Hành, nghĩa là có họ hàng với hành tây, hành tím, tỏi tây, v.v... và cũng được con người sử dụng làm gia vị, thuốc, rau như những loài họ hàng của nó.

## Phân loại
Tỏi gồm hai loại 
- Allium sativum var. ophioscorodon (Link) Döll, đôi khi được coi là một loài riêng với tên gọi Allium ophioscorodon G.Don.
- Allium sativum var. sativum.

## Gia vị

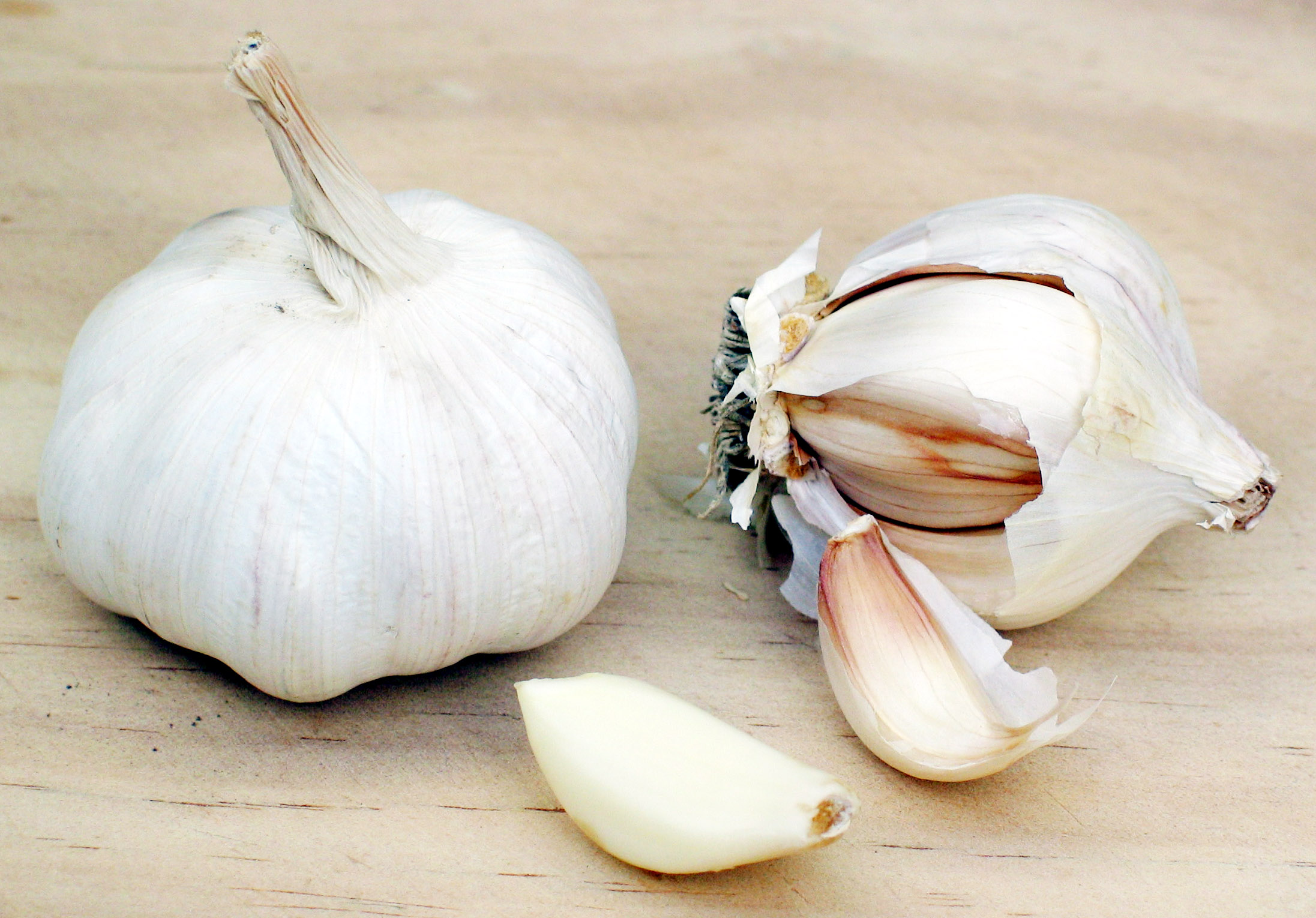
Củ tỏi khô được bóc vỏ

Tỏi có thể sử dụng thành gia vị trong nước chấm pha chế gồm mắm, tỏi, ớt, tương, đường...Hoặc tỏi được trộn đều với các món rau xào (nhất là rau muống xào...) khiến món ăn dậy mùi thơm. Tỏi cũng được làm nước muối tỏi và ớt. Trong nấu ăn một số món có kèm theo tỏi phi.
Phần hay được sử dụng nhất của cả cây tỏi là củ tỏi. Củ tỏi có nhiều tép. Từng tép tỏi cũng như cả củ tỏi đều có lớp vỏ mỏng bảo vệ. Tỏi sinh trưởng tốt trong môi trường nóng và ẩm. Nếu muốn bảo quản tỏi dùng trong nấu nướng, cần cất tỏi ở chỗ khô ráo thì sẽ không mọc mầm. Khi nấu nướng cần bỏ lớp vỏ bảo vệ và vứt bỏ phần mầm tỏi thường màu xanh có thể nằm sâu trong tép tỏi. Một số dân tộc trên thế giới tin rằng tỏi giúp họ chống lại ma, quỷ, ma cà rồng.